# 莉萨·布伦特·罗切斯特
莉萨·拉特雷勒·布伦特·罗切斯特（英語：Lisa LaTrelle Blunt Rochester，出生姓氏为布伦特（Blunt）；1962年2月10日—）是美国政治人物，自2025年起担任特拉华州资浅联邦参议员。自2017年至2025年间，她担任特拉华州单一国会选区联邦众议员。作为民主党人，她是第一位来自特拉华州的女性及非裔美国国会两院议员。
布伦特·罗切斯特的政治生涯始于在汤姆·卡珀手下工作。卡珀最初在众议院任职，后来成为特拉华州州长。布伦特·罗切斯特1993年获任卫生和社会服务部副部长，后于1998年获任劳工部部长。布伦特·罗切斯特于 2016年首次当选联邦众议院议员。在2020年总统大选期间，她是乔·拜登的竞选联合主席之一。
布伦特·罗切斯特于2023年宣布参加2024年特拉華州聯邦參議員選舉，将接替支即将退休且支持她参选的卡珀。布伦特·罗切斯特在民主党初选中毫无悬念地获胜，并在决选中以压倒性优势击败共和党候选人埃里克·汉森。

## 早年生活及教育
布伦特·罗切斯特于1962年2月10日出生于宾夕法尼亚州费城。1969年，她随家人搬到了特拉华州威尔明顿。她的父亲泰德·布伦特是教育工作者，曾任威尔明顿市议会议员及主席。她的母亲艾丽斯·拉特雷尔从事零售业。她的姐姐玛拉·布伦特·卡特是罗格斯大学的教授。
布伦特·罗切斯特就读于帕多瓦学院，后进入维拉诺瓦大学学习，大二时转学到特拉华大学。她曾前往欧洲生活，后来获得了费尔里·狄金生大学国际关系学士学位和特拉华大学城市事务与公共政策硕士学位。

## 早年职业生涯
1989年，布伦特·罗切斯特以实习生的身份替汤姆·卡珀打工，当时他是特拉华州单一国会选区联邦众议员。实习结束后，她继续为卡珀工作并担任选民关系个案工作者，并在卡珀当选特拉华州州长时加入他的过渡团队。卡珀于1993年任命她为卫生和社会服务部副部长，1998年任命她为劳工部部长。后来州长露丝·安·明纳于2001年任命布伦特·罗切斯特为该州人事主管。
2004年，布伦特·罗切斯特离开政府部并担任威尔明顿大都会都市联盟的首席执行官。

## 联邦众议员

### 选举

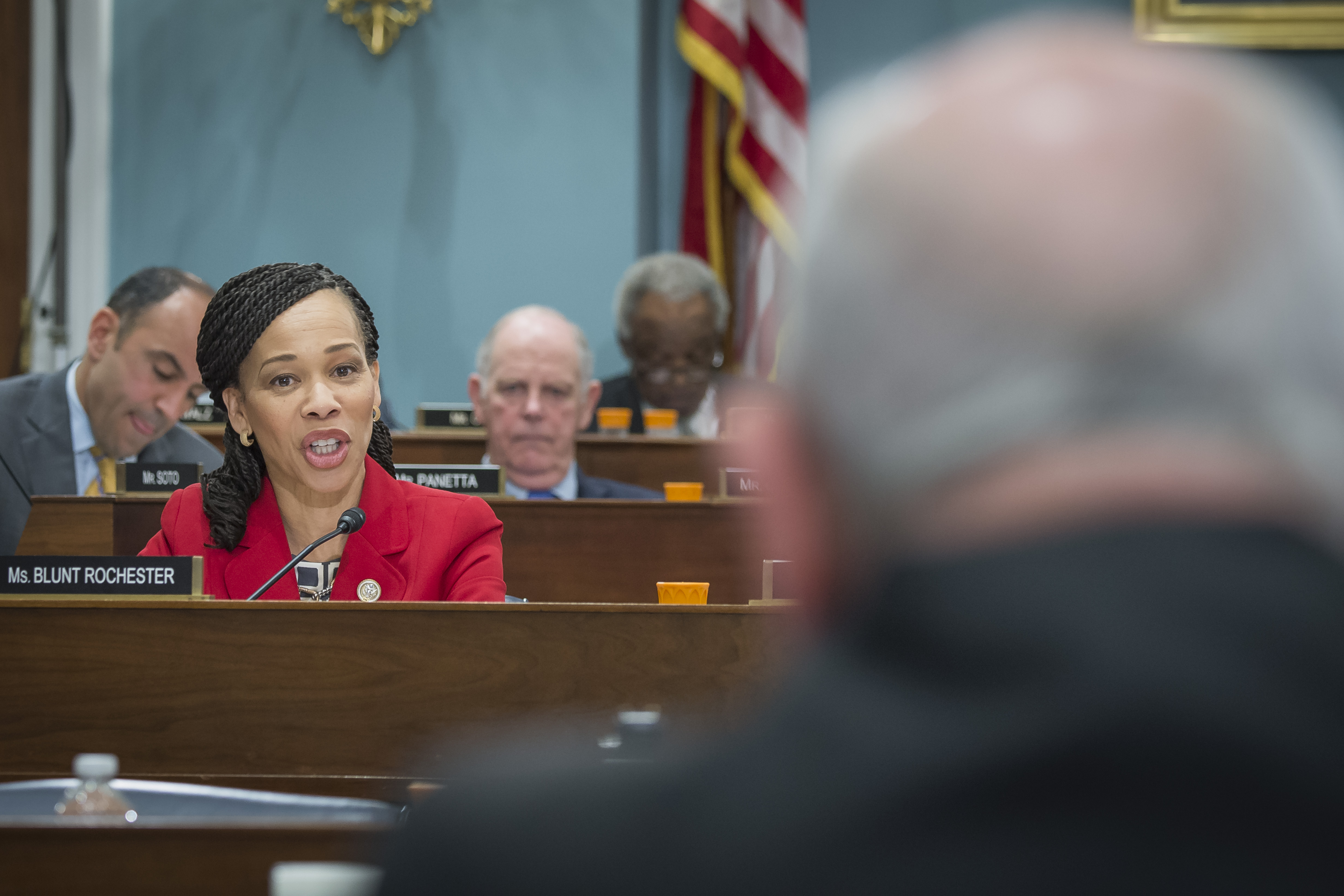
2017年5月17日，在华盛顿特区众议院农业委员会举行的听证会上，莉萨·布伦特·罗切斯特向美国农业部部长桑尼·珀杜质询补充营养援助计划。

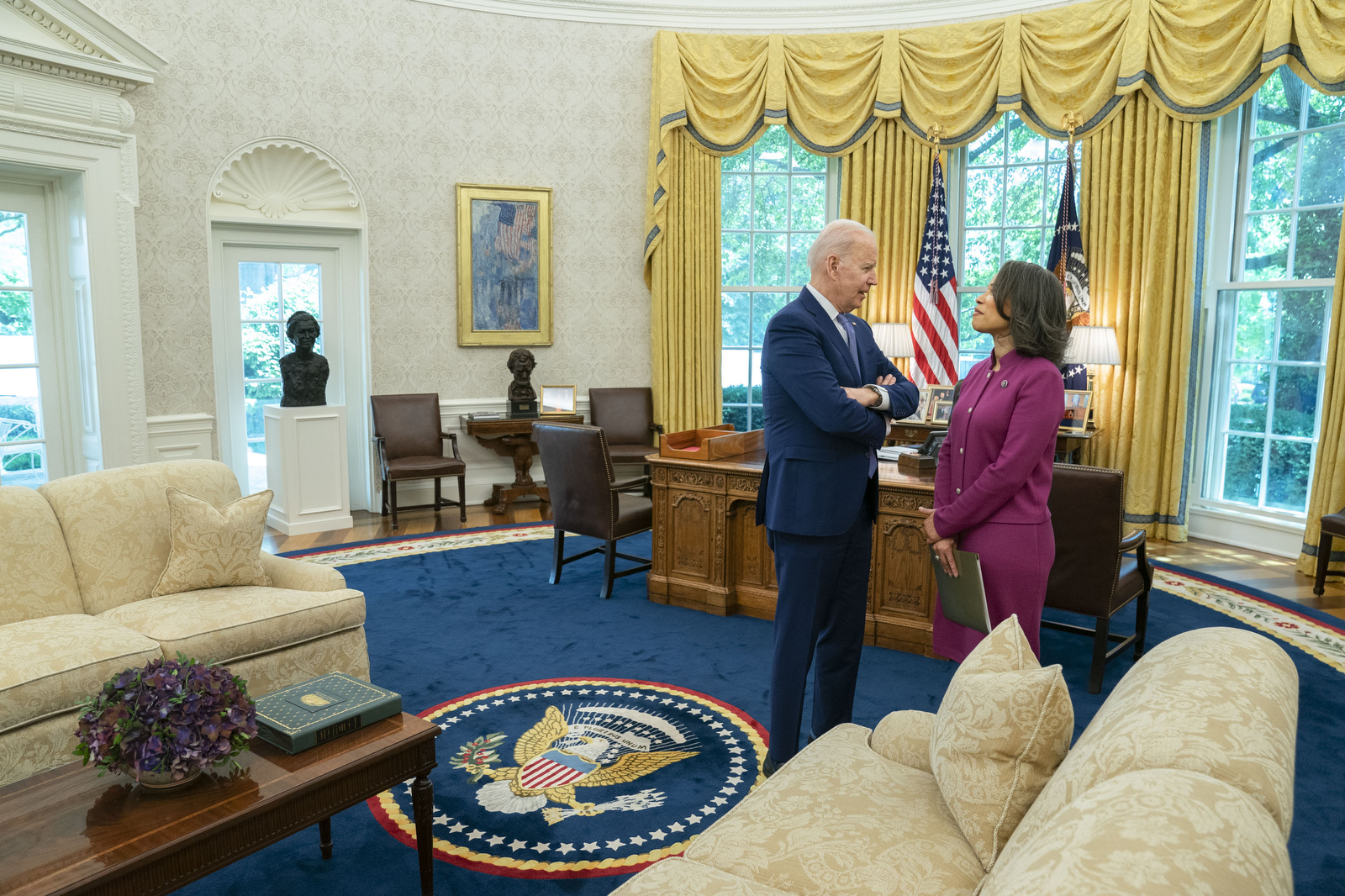
2021年5月26日，莉萨·布伦特·罗切斯特与总统乔·拜登在椭圆形办公室会面

布伦特·罗切斯特于2016年竞选特拉华州单一国会选区联邦众议院席位。9月13日，她在五名候选人参加的初选中以44%的得票率击败州参议员布莱恩·汤森和风险投资公司老板肖恩·巴尼赢得民主党提名。在11月8日的决选中，她击败了共和党候选人怀俄明市长汉斯·雷格尔。她于2017年1月3日宣誓就职，成为特拉华州第一位进入国会的女性及非裔。在宣誓就职时，她戴着一条印有她高祖父重建时期选民登记卡的围巾，而她的高祖父曾是奴隶。

### 任内
2019年12月18日，布伦特·罗切斯特投票支持两项针对唐纳德·特朗普总统的弹劾条款。
在2021年国会山骚乱期间，布伦特·罗切斯特及其他国会议员被带入一个安全的房间。尽管众议院有强制戴口罩的规定，但包括佐治亚州玛乔丽·泰勒·格林在内的许多共和党议员都没有戴口罩。其中一段布伦特·罗切斯特向共和党同事提供口罩的视频在网上疯传，而共和党同事们似乎嘲笑并拒绝了她的提议。在接下来的几天里，多名议员的COVID-19检测呈阳性。
布伦特·罗切斯特于2021年1月13日第二次投票弹劾特朗普。
据FiveThirtyEight报道，截至2022年，布伦特·罗切斯特100%的投票都与总统乔·拜登立场一致。
布伦特·罗切斯特在以色列问题上的记录好坏参半。在2023年哈马斯对以色列发动袭击之后，她投票支持向以色列提供支持。但在2023年11月和2024年2月投票中，她反对向以色列提供进一步的援助。但她在2024年4月的投票中又支持向以色列提供援助。2024年9月，她投票反对一项反BDS法案。

#### 2020年总统选举
布伦特·罗切斯特在2020年总统选举中发挥了积极作用。在2020年3月拜登成为民主党推定提名人后，布伦特·罗切斯特获任成为拜登竞选团队的联合主席之一。4月底，布伦特·罗切斯特获任拜登的副总统候选人审查委员会成员。
布伦特·罗切斯特是2024年民主黨全國代表大會发言人。

### 所参与委员会
在第118届国会中，布伦特·罗切斯特参与了以下委员会：
- 美国众议院能源和商业委员会
  - 能源、气候和电网安全小组委员会
  - 健康小组委员会
  - 创新、数据和商业小组委员会

### 所参加核心小组
- 国会黑人核心小组[29]
- 国会进步核心小组[30]
- 未来工作核心小组（创始人/联合主席）[31]
- 新民主党联盟[32]
- 罕见病核心小组[33]
- 国会收养联盟[34]

## 联邦参议院

### 选举

#### 2024年
2023年6月21日，布伦特·罗切斯特宣布参加2024年联邦参议员竞选，接替即将退休的汤姆·卡珀。卡珀在宣布退休的新闻发布会上为布伦特·罗切斯特背书。民众普遍认为她是民主党初选及决选的热门。布伦特·罗切斯特以283,298票（57%）对197,753票（40%）的选举结果击败共和党人埃里克·汉森后胜选。

### 所参加委员会
布伦特·罗切斯特参加了如下委员会：
- 银行、住房和城市事务委员会
- 商务、科学和交通委员会
- 环境与公共工程委员会
- 卫生、教育、劳工和养老金委员会

## 个人生活
布伦特·罗切斯特与她的第一任丈夫、职业篮球运动员亚历克斯·布拉德利于1982年至2003年结婚。他们在维拉诺瓦大学相识，并在布拉德利打职业篮球期间住在意大利和法国。这对夫妇育有两个孩子。这段婚姻于2003年以和平离婚而告终。
2003年下半年，她遇到了第二任丈夫查尔斯·罗切斯特，他们于2006年结婚。查尔斯于2014年因跟腱断裂，导致血栓进入心脏和肺部去世。
布伦特·罗切斯特以新教徒自居。
在中国生活期间，布伦特·罗切斯特与他人合作撰写了《Thrive: 34 Women, 18 Countries, One Goal》一书。

## 选举历史
| 2016年 | 联邦众议员 | 决选 | 莉萨·布伦特·罗切斯特 | 民主党 | 223,554 | 55.5% | 汉斯·雷格尔 | 共和黨 | 172,290 | 41.0% |
| 2018年 | 联邦众议员 | 决选 | 莉萨·布伦特·罗切斯特 | 民主党 | 227,333 | 64.5% | 斯科特·沃克 | 共和黨 | 125,381 | 35.6% |
| 2020年 | 联邦众议员 | 决选 | 莉萨·布伦特·罗切斯特 | 民主党 | 280,612 | 57.6% | 李·墨菲     | 共和黨 | 195,708 | 40.2% |
| 2022年 | 联邦众议员 | 决选 | 莉萨·布伦特·罗切斯特 | 民主党 | 178,416 | 55.5% | 李·墨菲     | 共和黨 | 138,201 | 43.0% |
| 2024年 | 联邦参议员 | 决选 | 莉萨·布伦特·罗切斯特 | 民主党 | 283,298 | 56.6% | 埃里克·汉森 | 共和黨 | 197,753 | 39.5% |

## 书籍
- Blunt Rochester, Lisa; Guzman, Ale; Kuguru, Ruth. . Hong Kong: Grace Publishing Company Ltd. 2010. ISBN 978-9881922014. OCLC 707711787.